# Doryskelus hottentottus
Doryskelus hottentottus är en mångfotingart som beskrevs av Christoph D. Schubart 1956. Doryskelus hottentottus ingår i släktet Doryskelus och familjen Dalodesmidae. Inga underarter finns listade i Catalogue of Life.